# Full motion video

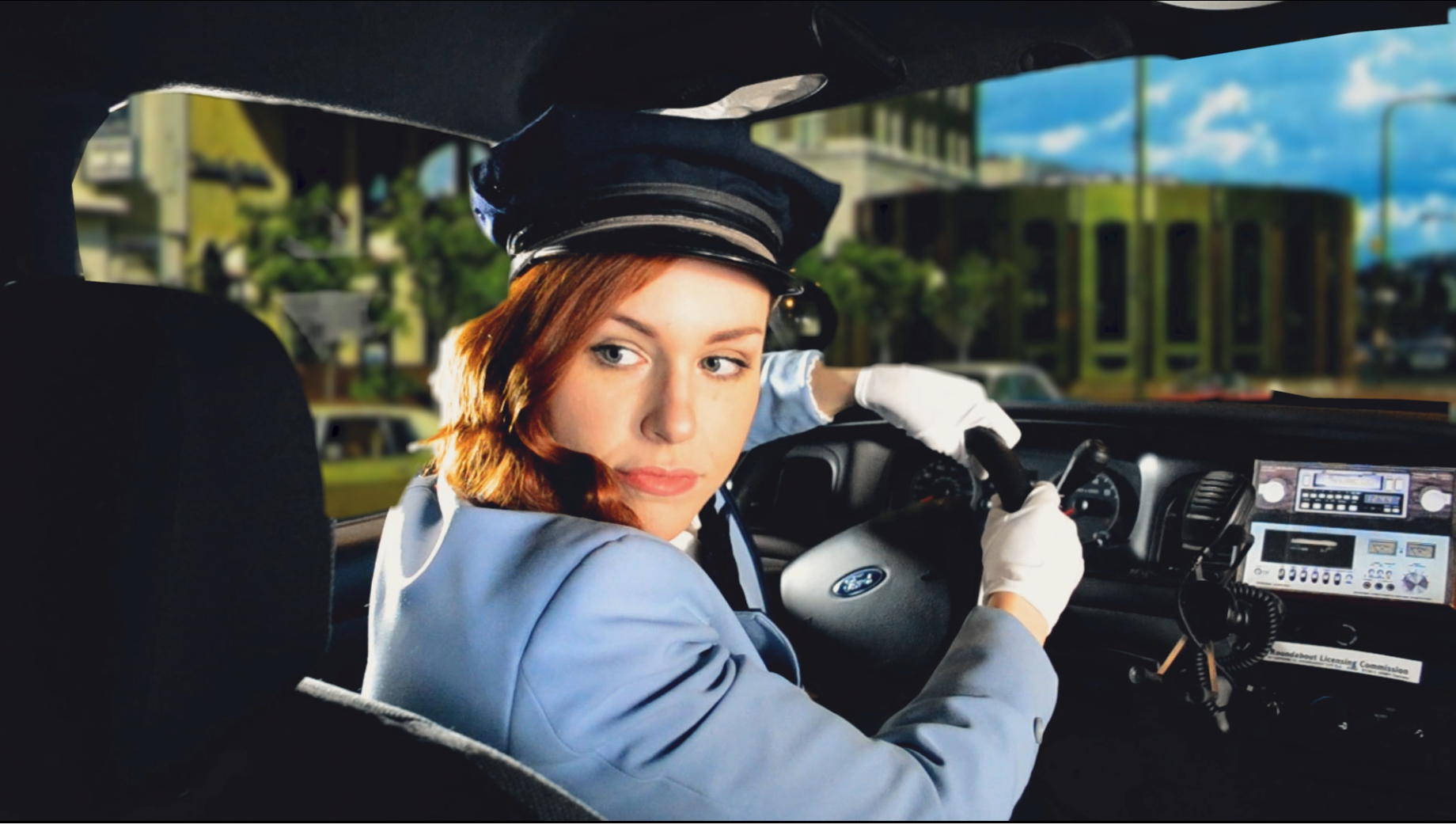
Zrzut ekranu z sekwencji FMV. Postać gracza, Georgio Manos (w tej roli Kate Welch)

Full motion video (w skrócie FMV) – film lub prerenderowana animacja komputerowa uprzednio zapisane w formacie wideo, a następnie wykorzystywane jako cut scenka w grach komputerowych. Zapewnia jakość telewizyjnego obrazu przy stosunkowo niskim obciążeniu obliczeniowym procesora karty graficznej (GPU), gdyż obraz jest jedynie odtwarzany z pliku, a nie renderowany na bieżąco, jak to ma miejsce w przypadku grafiki generowanej w czasie rzeczywistym (real-time computer graphics). Full motion video zalicza się do CGI.
Podczas trwania wstawek FMV gracz nie ma wpływu na ich przebieg. Dla odmiany w scenach wykorzystujących grafikę w czasie rzeczywistym interakcja użytkownika jest możliwa (o ile przewidzieli ją twórcy).
Rozróżniane są gry oparte w całości na FMV, wydawane najliczniej we wczesnych latach 90. XX wieku. Pomimo że wyglądały o wiele lepiej niż gry oparte na grafice generowanej na bieżąco, nie zyskały dużej popularności, ponieważ zbytnio ograniczały interakcję gracza z otoczeniem. Przykładami takich gier są Gabriel Knight II: The Beast Within, Phantasmagoria i Not For Broadcast.